# Angelo Gabrieli
Angelo Gabrieli (Rocca Pietore, 1914 – Selenyj Jar, 31 dicembre 1942) è stato un militare italiano, insignito della medaglia d'oro al valor militare alla memoria nel corso della seconda guerra mondiale.

## Biografia
Nacque a Rocca Pietore nel 1914, figlio di Ferdinando e Veneranda Decassan.
Muratore di professione, nell'aprile del 1935 venne arruolato per prestare servizio militare di leva nel Regio Esercito ed assegnato al battaglione alpini "Belluno" del 7º Reggimento alpini venendo posto in congedo nel 1936 con il grado di caporale. Richiamato in servizio nel settembre del 1939, allo scoppio della seconda guerra mondiale, ed assegnato al battaglione alpini "Val Cordevole" del Gruppo alpini Valle, dal 10 giugno 1940 prese parte alle operazioni di guerra svoltesi alla frontiera alpina occidentale, e dal gennaio del 1941 a quelle svoltesi sul fronte greco–albanese e nei Balcani. Rientrato in Italia, alla fine dello stesso anno fu trasferito al battaglione sciatori "Monte Cervino", del 4º Reggimento alpini ed assegnato alla 80ª Compagnia cannoni controcarro da 47/32, partiva per l'Unione Sovietica nell'aprile del 1942. A Nova Kalitva ricopre il ruolo di puntatore di uno dei cannoni controcarro. Il 31 dicembre, nel pieno della seconda battaglia difensiva del Don durante un attacco lasciò che un carro armato russo, un T-34, gli si avvicinasse per potergli sparare a bruciapelo. Nonostante le granate risultassero palesemente insufficienti a perforare la corazza del carro rimase al suo posto di combattimento continuando a sparare fino a che non fu schiacciato dai cingoli del carro insieme al suo cannone. Fu successivamente insignito della medaglia d'oro al valor militare alla memoria.